# Richard Handl
Pour les articles homonymes, voir Handl.
Richard Handl (né le 23 mai 1980) est un Suédois connu pour ses tentatives de créer un réacteur nucléaire dans son appartement à Ängelholm, dans le sud de la Suède. Ses expériences durèrent 6 mois en 2011 et avaient pour objet d'obtenir une réaction de fission nucléaire.

## Biographie
Sans emploi, Richard Handl collectionne les éléments chimiques du tableau de Mendeleïev,. Par curiosité, il commence à expérimenter avec ses éléments collectés pour voir s'il pourrait créer une réaction nucléaire. L'expérience de Handl incluait l'acquisition de matières fissiles provenant de l’étranger, d'un radiateur adapté pour la transmutation, et d'instruments de mesure de la réaction, y compris un compteur Geiger. Il a dépensé environ 5000 ou 6000 couronnes suédoises dans les matériaux et l'équipement. Il documentait ses progrès dans un blog appelé "Le Réacteur Richard". Il y fait état d'une étape de son entreprise consistant à faire bouillir, sur sa cuisinière, de l'américium, du radium et du béryllium dans de l'acide sulfurique à 96 %, ce afin de mélanger ces ingrédients. Ceci produisit une explosion. Ce serait à partir de ce moment que Handl commence à s’interroger sur la légalité de ses expériences.
Le 20 juillet 2011, il est arrêté par la police à la suite de sa prise de contact avec l'Autorité suédoise de sûreté radiologique (SSM) pour demander si son projet était légal,. Son appartement a été fouillé, et les matières radioactives ainsi que son ordinateur ont été saisis par la police. La police trouve aussi des poisons très violents tels que de la ricine et de l'abrine, considéré en Suède comme des armes chimiques. La police s'inquiète alors de son comportement sur internet (photographies en uniforme de police, possession d'armes factices) qui a des similitudes avec celui du terroriste d’extrême droite Anders Behring Breivik, qui commis les attentats d'Oslo et d'Utøya deux jours après l'arrestation de Handl.
Il a est rapidement libéré mais reste inculpé pour violation de la loi sur la sécurité radiologique (Strålskyddslagen), violation du code de l'environnement et des lois sur la détention de matériel militaire, ainsi que pour détention illégale d'armes chimiques,. En juillet 2014, il est acquitté du chef d'accusation le plus grave: détention illégale d'armes chimiques. En revanche il est condamné à une amende de 13 600 couronnes pour avoir enfreint la loi de sécurité radiologique et pour violation duCode de l'Environnement suédois (sv).